# Учебно-воспитательный комплекс № 16 (Мелитополь)
Многопрофильный учебно-воспитательный комплекс «Детский сад-школа-вуз» со статусом школы инновационного типа — специализированное общеобразовательное учебное заведение в городе Мелитополь Запорожской области. Крупнейшая школа в городе по числу учеников.

## История
Школа № 16 строилась 2 года и открылась в 1988 году. Первым директором стала Галина Александровна Павленко.
В 1999 году школа была преобразована в учебно-воспитательный комплекс

## Достижения
УВК является одной из лучших школ города по результатам городских и областных предметных олимпиад по математике,истории,иностранным языкам, физике, химии, информатике, географии. Среди классов школы проводится конкурс защиты научных проектов. Ученики УВК успешно участвуют в фестивале «Потомки казацкой славы»
В рамках программы воспитания лидеров через спорт «Dreams+teams» УВК сотрудничает с Brookway High School из Манчестера и регулярно обменивается делегациями преподавателей и учеников. Также школа принимает участие в международной программе "З двох роби три" совместно со школами Берлина и Варшавы.

## Традиции
В ноябре проходят Ломоносовские Дни. В течение этих дней ученики пишут школьные олимпиады. В конце этих дней подводятся итоги.
14 февраля в школе действует Почта Валентина, когда на перемене ты отдаёшь валентинку Купидону, а на уроке он её доставляет. В 2019 году не была проведена, так как школы были закрыты на Карантин.
Ежегодно в мае в УВК проходит праздник «Парад звёзд», на котором подводятся итоги участия каждого ученика в жизни школы и награждаются победители в различных номинациях.
С 1995 года на базе УВК ежегодно проходит городской конкурс дружин юных пожарных и спасателей, на котором учащиеся УВК неизменно добиваются высоких результатов.

## Школьное самоуправление
С 2001 года в УВК действует программа развития и поддержки школьного самоуправления. Самоуправление представлено советом старшеклассников, выборным президентом, премьер-министром и многочисленными министрами. Учащиеся самостоятельно инициируют и организуют внутришкольные мероприятия, благотворительные концерты, издают школьную газету. Школьная власть сотрудничает с международными организациями, а в 2011 году УВК занял второе место в областном конкурсе детских внутришкольных организаций.
Президент УВК избирался на двухлетний срок до 2017 года, с 2017 года, президент выбирается на один год. Кандидаты в президенты выдвигаются из числа отличников и активистов. Предвыборные программы зачитываются по школьному радио и обсуждаются на классных часах. Учащиеся 5-11 классов и педагоги получают бюллетени для тайного голосования. Результаты выборов оглашаются в торжественной обстановке во время осеннего бала.

## Известные учителя
- Оксана Лапина — учитель английского языка, победитель областного конкурса «Учитель года» (2012)[12]

## Известные выпускники
- Хачериди, Евгений Григорьевич (род. 1987) — игрок футбольного клуба «Динамо» Киев и национальной сборной Украины по футболу[13]
- Моисеенко, Алексей Анатольевич (род. 1991) — игрок футбольного клуба Горняк-Спорт